# 黑莫尔
黑莫尔（德語：Hemmoor，發音：[ˈhɛmoːɐ̯]）是德国下萨克森州库克斯港县的城市，面积45.07平方千米，2023年12月31日人口为9,007人。